# Modelo de talla grande

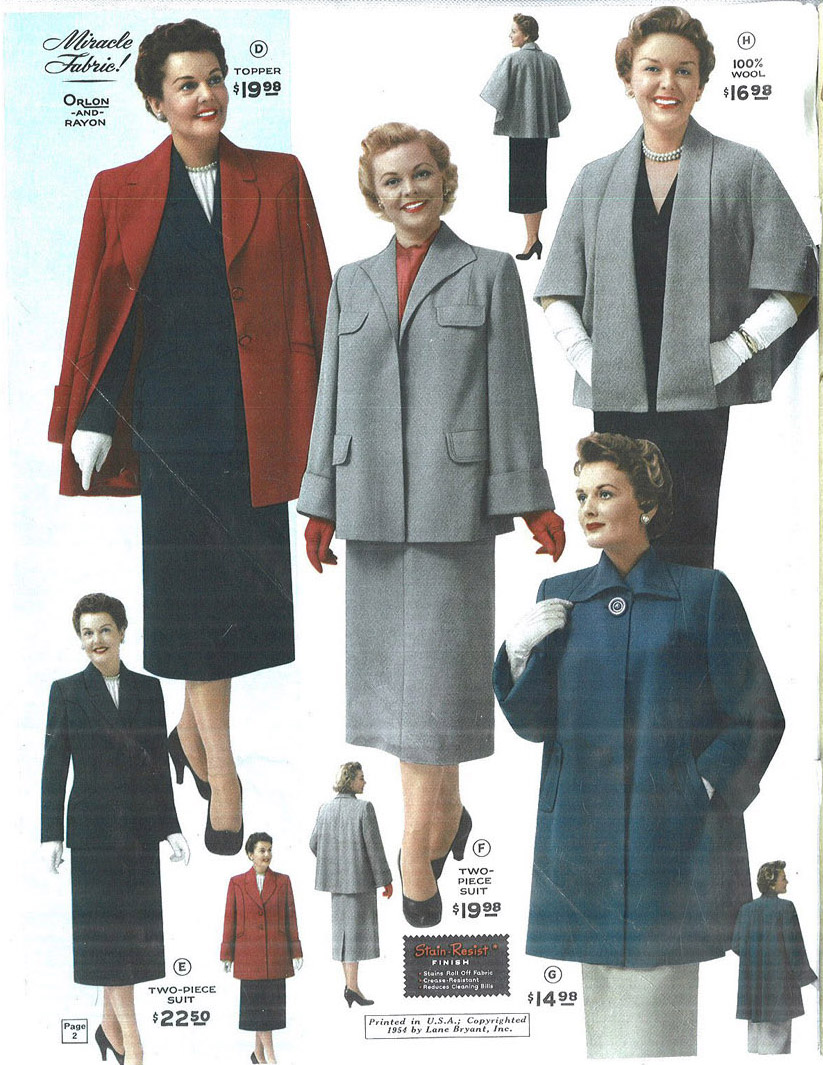
Una página del catálogo Lane Bryant primavera/verano 1954.

Un modelo de talla grande o extra (en inglés: plus-size) es el término aplicado a una persona de talla media a grande (en ocasiones, pero no exclusivamente con sobrepeso u obesidad) que se dedica principalmente a modelar ropa de talla grande. Los modelos de talla grande también se dedican a trabajos que no están estrictamente relacionados con la venta de ropa de tallas grandes, por ejemplo, fotografía de stock y fotografía publicitaria para cosméticos, productos para el hogar y farmacéuticos y gafas de sol, calzado y relojes. Por lo tanto, los modelos de talla grande no llevan exclusivamente prendas de vestir comercializadas como «talla grande»

## Industria de ropa de tamaño grande
Los diseñadores de moda están empezando a mirar más de cerca el potencial de ganancias de la ropa de tallas grandes, y han utilizado modelos de tallas grandes para sus campañas publicitarias y pasarelas. Jean-Paul Gaultier y John Galliano han usado modelos de tamaño grande. en sus presentaciones de la primavera de 2006 en París. Gaultier también utilizó las modelos de tamaño grande Marquita Pring y Crystal Renn en su show de primavera de 2011, Ready to Wear. Elena Mirò, la casa de moda italiana de talla grande, organiza regularmente desfiles semestrales de prêt-à-porter durante la Semana de la moda de Milán. Mark Fast y William Tempest usaron modelos de tamaño grande durante sus propias presentaciones de la Semana de la moda de Londres para la primavera de 2009, y nuevamente como parte del evento All Walks Beyond the Catwalk celebrado el 19 de septiembre de 2009 en asociación con British Fashion Council. Mark Fast también utilizó modelos de tamaño grande en otoño de 2010, otoño de 2011 y primavera de 2012.

## Modelos notables
- Allegra Doherty ha aparecido desnuda en la portada de la revista italiana GQ, y también estuvo en portadas para la revista Mode, rompiendo barreras como una de las primeras y más jóvenes modelos que aparecieron en las principales revistas de moda y alta costura.[6] Ha estado en Vogue China, Vogue Italia, y fue destacada en Vogue de Estados Unidos en 2005, y también en el editorial Mythic Proportions en la edición de Shape para Vogue en 2006, apareció en campañas para Jones New York y Tommy Hilfiger. También ha desfilado por la pasarela de Elena Miro y Lane Bryant en Milán y Nueva York durante la semana de la moda.
- Amy Lemons es una modelo de moda y defensora de modelos de talla grande estadounidense. Como modelo de talla recta, ella ha aparecido en las portadas de Vogue Italia a los 14 años y en las portadas de Vogue, Harper's Bazaar, Elle y Marie Claire. También realizó campañas para Abercrombie y Fitch, Tommy Hilfiger, Calvin Klein, Jil Sander y Louis Vuitton. Después de una breve pausa para obtener su título universitario en la UCLA, Amy regresó a la industria de la moda como modelo de talla grande y comenzó a hablar sobre el «estándar de tamaño cero» de la industria y la autoestima saludable para las mujeres jóvenes. Recientemente ha estado involucrada en la defensa de los estándares éticos en la industria a través de la organización Model Alliance, de la que fue cofundadora.[7]
- Angellika Morton comenzó como modelo de talla recta y en 1997 pasó al modelaje de talla grande. Se convirtió en la primera modelo incorporada al Salón Internacional de la Fama de Modelos en 1999. Morton apareció en tres cubiertas de MODE, y fue la primera modelo que apareció en dos cubiertas de MODE consecutivas en 1998. También apareció en editoriales de la revista Essence. Ella también desfiló en varias pasarelas para Lane Bryant, incluyendo su primera pasarela en junio de 1998.[8]
- Ashley Graham es una modelo de talla grande de Lincoln, Nebraska representada por Ford Models. Ella es más conocida como modelo de lencería para la tienda de ropa extra grande Lane Bryant. Graham también ha aparecido en revistas de moda como Vogue, Harper's Bazaar, Bust y Latina.[9] El 31 de mayo de 2010 apareció en The Tonight Show with Jay Leno para abordar la controversia sobre un anuncio editado. También apareció en varias campañas de Levi's.[10]

## Críticas
La industria de la moda de tallas grandes ha recibido críticas sobre la creencia de que la aceptación de modelos de tallas grandes es un ejemplo de mala salud para el control del peso.
La crítica de los consumidores con respecto a las tallas inferiores a las modelos de talla grande se está convirtiendo en algo común y extendido. Mientras que la talla «promedio» del vestido de una mujer estadounidense es la 14, la mayoría de las modelos que representan las tallas grandes están entre un 6 y 12; por lo tanto, las modelos no reflejan el tamaño promedio del consumidor. Los críticos han mencionado el uso generalizado de rellenos para hacer que las modelos más delgadas parezcan más grandes y les ayuden a ajustarse a la ropa.
Las modelos de talla grande se involucran en hábitos poco saludables como comer alimentos salados para retener el peso del agua y las fluctuaciones de tallas para complacer a los clientes. Los representantes han sugerido cirugía plástica a algunas modelos. El diseñador de moda alemán Karl Lagerfeld y otros diseñadores de moda han aplazado el uso de modelos de tallas grandes por falta de interés en los consumidores asociados con el término talla grande. Lagerfeld, en particular, ha hablado sobre el tema de su clientela deseada: «Lo que yo diseñé fue moda para gente esbelta y delgada» y recibió críticas por exigir que el minorista de gran consumo H&M no produjera sus diseños en talla 16.
Además, la industria ha sido criticada por carecer de diversidad racial. Por ejemplo, los críticos han notado que hay pocas modelos asiáticas de tallas grandes. Otros han notado que hay pocas modelos negras de talla grande con tonos de piel más oscuros.